# Panopinae
Panopinae – podrodzina muchówek z podrzędu krótkoczułkich i rodziny opękowatych. 

Schemat użyłkowania skrzydła rodzaju Ocnaea. C – żyłka kostalna, Sc – żyłka subkostalna, od R1 do R5 – żyłki radialne, Rs – sektor radialny, od M1 do M3+4 – żyłki medialne, CuA – żyłka anterokubitalne, A1 – żyłka analna, r-m – żyłka poprzeczna radialno-medialna, m-m – żyłka poprzeczna intermedialna, m-cu – żyłka poprzeczna medialno-kubitalna, br – komórka bazyradialna, bm – komórka bazymedialna, cup – komórka posterokubitalna, d – komórka dyskoidalna, m3 – trzecia komórka medialna.

Muchówki te często nie są w pełni holoptyczne. Czułki ich zasadniczo mają biczyk znacznie dłuższy niż trzonek i nóżka razem wzięta, w zarysie okrągły lub na całej długości spłaszczony, pozbawiony wyraźnej, stylikowatej szczecinki na wierzchołku. Tułów cechują niepołączone płaty postpronotum. Zewnętrzna krawędź wierzchołkowa goleni wszystkich odnóży wyciągnięta jest w ostrogę. Ponadto goleń ma często krótszą ostrogę po stronie wewnętrznej. 
Rozwój odbywa się z nadprzeobrażeniem, a larwy są wewnętrznymi parazytoidami ptaszników. Owady dorosłe są dobrymi i często szybkimi lotnikami. Część odżywia się nektarem, odgrywając rolę w zapylaniu kwiatów. Niektóre cechuje mimikra względem pszczół. Samice rozrzucają jaja w locie na powierzchni gruntu lub pni drzew.
Takson kosmopolityczny.
Należą tu m.in. rodzaje:
- Apelleia Bellardi
- Archipialea Schlinger
- Arrhynchus Philippi
- Camposella Cole
- Coquena Schlinger, 2013
- Eulonchus Gerstaecker
- Exetasis Walker
- Lasia Wiedemann
- Lasioides Gil Collado
- Ocnaea Erichson
- Pialea Erichson
- Pteropexus Macquart